# الهذيان (فلم 2018)
الهذيان هو فيلم رعب نفسي أمريكي صدر عام 2018، أخرجه دنيس إلياديس وكتبه آدم اليجا. وهو من إنتاج جايسون بلوم وبطولة كل من توفر غريس وباتريشيا.
تم إصدار الفيلم بواسطة شركة يونيفيرسال بيكشرز في 22 ايار 2018 عبر الفيديو عند الطلب وفي 5 حزيران 2018 على دي في دي.

## الممثلين
- توبريس جريس بدور توم ووكر
- برادين فيتزجيرالد بدور يونغ توم
- باتريشيا كلاركسون بدور برودي
- كالان مولفي بدور أليكس
- كودي سوليفان بدور اليكس الشاب
- جينيسيس رودريجيز بدور لين
- روبن توماس بدور الاب
- ديزي مكراكين بدور الام
- مارتي إيلي شوارتز بدور فرانك
- هاري جرونر بدور دكتور نفسي

## روابط خارجية
- مقالات تستعمل روابط فنية بلا صلة مع ويكي بيانات